# Буслов, Антон Сергеевич
Анто́н Серге́евич Бу́слов (4 ноября 1983, Воронеж — 20 августа 2014, Нью-Йорк) — российский журналист, общественный деятель, штатный колумнист журнала «The New Times», урбанист, занимавшийся проблемами транспорта, топ-блогер Самарской области, ведший блог mymaster в Живом Журнале. По образованию — инженер-физик, окончил Высшую школу физиков МИФИ-ФИАН им. Н. Басова. Профессиональную деятельность начинал как инженер-астрофизик в МИФИ. В знак протеста против «клерикализации» высшей школы уволился из института по собственному желанию в 2012 году.
Создатель общественной организации «Комитет — Воронежцы за трамвай». Сопредседатель и соучредитель межрегиональной общественной организации «Город и транспорт». Вёл общественную деятельность. Эксперт по транспорту фонда содействия развитию городов «Городские проекты Ильи Варламова и Максима Каца».

## Биография
Со слов Буслова, он родился и вырос в Воронеже. В 2000 году окончил Воронежский политехнический Лицей № 1 и поступил в Воронежский государственный университет на физический факультет. В феврале 2001 года перевёлся в МИФИ и в 2006 году окончил Высшую школу физики МИФИ-ФИАН, диплом защитил на кафедре № 7 экспериментальной ядерной физики и космофизики факультета экспериментальной и теоретической физики, после чего там же поступил в аспирантуру. Во время обучения в аспирантуре в составе исследовательского проекта «Коронас-Фотон» принимал участие в разработке наземного комплекса управления и наземного комплекса получения и обработки результатов для целевой нагрузки этого космического аппарата, предназначенного для изучения Солнца. Соавтор ряда научных публикаций на космическую тематику.
В 2012 году уволился из московского вуза в знак протеста против планировавшегося открытия в НИЯУ МИФИ кафедры теологии.

### Общественная деятельность
Антон Буслов активно занимался общественной деятельностью. Он был основателем и учредителем общественной организации «Комитет — воронежцы за трамвай», занимавшейся спасением электротранспорта Воронежа от уничтожения.
В 2004 году создал сайт Samaratrans.info, посвящённый городскому транспорту Самары. Принимал участие в разработке официального сайта транспортного оператора города. С 2011 года являлся советником по вопросам транспорта мэра Самары, занимаясь консалтингом в области планирования транспортной инфраструктуры города.
Добился отмены запрета фотосъёмки в метрополитенах Самары, Казани, Екатеринбурга и Нижнего Новгорода.
С 2012 года активно участвовал в работе «Городских проектов», где занимался вопросами транспорта и урбанистики. В рамках выставки «Города для людей» выступал с курсом лекций о транспорте. В 2013 году совместно с профессором Пенсильванского университета Вуканом Вучиком принимал участие в работе по проведению экспертной оценки проекта реконструкции Ленинского проспекта и строительства северо-западной хорды. Был одним из авторов конкурсной документации на создание обновлённой схемы метрополитена Москвы.

### Журналистика
Начиная с 2004 года вёл блог в «Живом Журнале» под ником mymaster, в котором поднимал социальные вопросы, описывал пути решения транспортных и политических проблем, рассказывал о своих путешествиях в разные города мира и делился наблюдениями об их структуре и транспортной системе. Его отдельным интересом являлись трамваи, история их создания и современные технологии разработки новых моделей. Также широко освещал вопросы лечения рака и вопросы, с которыми сталкиваются больные раком люди.
В ноябре 2012 года стал редактором электронного информационного портала «Ситибум» (Йополис), тогда же начал вести постоянную колонку в журнале The New Times, где описывал свою историю борьбы с раком (две колонки были написаны его братом).
Являлся топ-блогером Самарской области по версии ТРК ТЕРРА и по версии губернатора Самарской области. По данным автоматической статистики «Живого Журнала», у Антона Буслова 1619 записей, он сделал почти 20 тысяч комментариев и им получено их более 100 тысяч, также Буслов являлся активным участником среди пользователей Волжского региона. Профильные статьи из его блога периодически перепечатывались различными СМИ.

### Болезнь и смерть
В январе 2011 года у Антона Буслова была диагностирована лимфома Ходжкина — заболевание, при котором поражается лимфатическая система. Он проходил лечение в Москве, в РОНЦ им. Н. Н. Блохина, и в Самарском областном клиническом онкологическом диспансере. В апреле 2012 года лечащие врачи сообщили, что ему осталось жить 1,5—2 года, и из них полгода уже прошло.
Для продолжения борьбы с данным видом рака ему потребовался лекарственный препарат Brentuximab, ранее запатентованный в США. Стоимость годового курса брентуксимаба составляла на тот момент 150 тысяч долларов или примерно 4,5 миллиона рублей.
В ноябре 2012 года после исчерпания возможностей лечения в России решил продолжить лечение в США, для чего объявил в своём блоге о сборе денежных пожертвований. В интернет-акции приняло участие более 30 тысяч человек, необходимая для лечения сумма в 4,5 миллиона рублей была собрана в течение недели. Проходил лечение и реабилитацию в Нью-Йорке, в клинике Колумбийского университета.
В мае 2013 года опухоль перестала реагировать на Брентуксимаб. Одним из вариантов дальнейшего лечения он считал тот, при котором проводится трансплантация костного мозга от неродственного донора. В клинике, со слов самого Антона Буслова, у него наступила ремиссия, но в июле 2014 года он сообщил, что из-за химиотерапии у него «начались осложнения» и его выписывают в хоспис. В связи с этим он вынужден был повторно обратиться к своим «30000 друзей» для сбора дополнительной суммы на лечение — эта сумма была также собрана.
Оказывал моральную и информационную поддержку больным раком. Летом 2014 года он написал открытое письмо курирующей здравоохранение в РФ вице-премьеру Ольге Голодец, касающееся проблем онкологических пациентов в России. Она вступила с ним в переписку, а через год заявила, что он «практически написал программу развития онкологической службы в России».
Антон Буслов скончался 20 августа 2014 года на 31-м году жизни в Нью-Йорке. По его завещанию был кремирован, прах развеян над Волгой.

## Семья
Отец Антона — инженер, мать — домохозяйка. У него есть брат Дмитрий и сестра Анастасия.
Был дважды женат. Первый раз женился в 2005 году, в 2009 году этот брак распался. В 2012 году женился во второй раз: «Я сделал предложение своей девушке не после того, как у меня нашли рак, а именно после того, как мне сказали, что жить осталось полтора-два года».

## Память
В память об Антоне Буслове в октябре 2014 года в Самаре, по 3-му маршруту, был запущен первый в городе именной трамвай.
11 декабря 2014 года Антон Буслов посмертно стал «Гражданином года» по версии Премии РБК.
Решением Комитета по наименованию малых планет Международного Астрономического Союза от 6 ноября 2014 года малая планета, открытая 6 января 2008 г. Тимуром Крячко и Станиславом Коротким на Зеленчукской обсерватории (зарегистрирована в международном каталоге малых планет,  предварительное обозначение 2008 AK2, циркуляр №90849, №361764 Архивная копия от 3 марта 2016 на Wayback Machine), была названа ANTONBUSLOV.
В 2016 году посмертно изданы книги Антона Буслова «Президентская азбука» ISBN 978-5-91440-028-3 и «Между жизнью и смертью» ISBN 978-5-17-095765-1.